# 센스 NF310
센스 NF310(Sens NF310)은 삼성전자가 2010년 10월 14일에 출시한 넷북 컴퓨터이다.